# Paróweczki
Paróweczki (ang. Wieners) – amerykańska komedia przygodowa z 2008 roku w reżyserii Marka Steilena i wyprodukowany przez Braveart Films.

## Opis fabuły
Podczas występu w telewizyjnym show Joel (Fran Kranz) zostaje publicznie upokorzony. Załamany chłopak postanawia towarzyszyć przyjaciołom w wyprawie przez kraj. Wyruszają w drogę samodzielnie skonstruowanym autem do sprzedaży hot dogów. Przeżywają mnóstwo szalonych przygód.

## Obsada
- Fran Kranz jako Joel
- Kenan Thompson jako Wyatt
- Zachary Levi jako Ben
- Darrell Hammond jako doktor Dwayne
- Jenny McCarthy jako panna Isaac
- Andy Milonakis jako Drake Hanswald/Timmy O'Shamus
- Mindy Sterling jako pani Applebaum
- Blake Clark jako pan Applebaum
- Joel Moore jako Greg
- Sarah Drew jako Karen